# Halidaya aurea
Halidaya aurea là một loài ruồi trong họ Tachinidae.